# Tony Booth
Anthony George Booth (Liverpool, 9 de outubro de 1931 — Londres, 26 de setembro de 2017), mais conhecido como Tony Booth, foi um actor inglês.
Atingiu alguma notoriedade com a série televisiva da BBC, Til Death Us Do Part (Até que a morte nos separe).
Foi pai de Cherie Blair, casada com o primeiro-ministro Tony Blair, e de  Lauren Booth, jornalista.
Tony Booth era descendente de John Wilkes Booth, o actor que assassinou Abraham Lincoln.